# Nikodimos Papawasiliu
Nikodimos Papawasiliu (gr. Νικόδημος Παπαβασιλείου, ur. 31 sierpnia 1970 w Limassolu) – cypryjski piłkarz występujący na pozycji pomocnika. Trener piłkarski.

## Kariera klubowa
Papawasiliu karierę rozpoczynał jako junior w Apollonie Limassol. W 1988 roku trafił do greckiego zespołu OFI 1925. W 1990 roku dotarł z nim do finału Pucharu Grecji, w którym drużyna OFI została pokonana przez Olympiakos SFP. Przez cztery w barwach OFI rozegrał 72 spotkania i zdobył dwie bramki.
W 1992 roku podpisał kontrakt z angielskim Newcastle United z Division One. W sezonie 1992/1993 nie zagrał tam w żadnym meczu, ale awansował z zespołem do Premier League. W lidze tej zadebiutował 14 sierpnia 1993 roku w przegranym 0:1 pojedynku z Tottenhamem. W barwach Newcastle zagrał siedem razy.
W 1994 roku Papawasiliu wrócił do OFI Kreta. Spędził tam rok. Następnie ponownie został graczem Apollonu Limassol. W 1997 roku wywalczył z nim wicemistrzostwo Cypru, a w 1998 roku dotarł do finału Pucharu Cypru. W 2000 roku odszedł do Anorthosisu Famagusta. Potem grał jeszcze w zespołach Enosis Neon Paralimni oraz APOEL FC. W 2003 roku zakończył karierę.

## Kariera reprezentacyjna
W reprezentacji Cypru Papawasiliu zadebiutował 22 grudnia 1990 roku w przegranym 0:4 meczu eliminacji Mistrzostw Europy 1992 z Włochami. 16 czerwca 1992 roku w wygranym 2:0 pojedynku eliminacji Mistrzostw Świata 1994 z Wyspami Owczymi strzelił pierwszego gola w kadrze. W latach 1990–1999 w drużynie narodowej rozegrał 38 spotkań i zdobył 5 bramek.